# Rabbino capo
Rabbino è un titolo dato in numerosi paesi al capo religioso riconosciuto della comunità ebraica locale e/o nazionale,, o al principale rabbino nominato dalle locali/nazionali autorità secolari.
Città con ampie comunità ebraiche possono avere anch'esse loro propri rabbini capo. Ciò è particolarmente vero in Israele ma anche in alcune grandi centri urbani d'Europa prima dell'Olocausto. Città nordamericane hanno di rado loro rabbini capo, sebbene alcune li abbiano: Montréal, infatti, ne ha due; uno per la comunità ashkenazita e l'altro per quella sefardita.
Il nome del rabbino capo è spesso seguito dalla sigla ABD, che sta per Av Beth Din (Padre della Casa della Giustizia, Padre del Tribunale).
Nel 1911 il rabbi sefardita Ben-Zion Meir Hai Uziel fu nominato Hakham Bashi di Giaffa e del suo distretto. Immediatamente dopo il suo arrivo in quella città, Uziel cominciò a operare con energia per migliorare colà lo status delle congregazioni orientali. Per spirito e intelligenza egli era in piena sintonia col rabbi ashkenazita della comunità di Giaffa, Abraham Isaac Kook, e le loro affinità aiutarono notevolmente a rendere più armoniose le relazioni di convivenza nella città medesima tra i due gruppi, come mai era successo in precedenza.

## In Italia
In Italia non esiste un rabbino capo d'Italia, vi sono invece rabbini capo locali per ogni città con una presenza ebraica storica.
Ventuno delle comunità ebraiche presenti nel territorio italiano sono raccolte nell'Unione delle comunità ebraiche italiane. 
I principi ordinamentali dell'ebraismo italiano sono «la pari dignità di tutte le Comunità che costituiscono l'UCEI, l'autonomia statutaria, la democraticità delle sue Istituzioni e del processo decisionale».
I rabbini capo dell'UCEI formano un'assemblea che con eguale voto capitario elegge una rosa di 5 rabbini capo, di cui tre vengono selezionati dal Consiglio per formare la Consulta Rabbinica. 

Tuttavia, maggior potere è affidato alle Comunità di Milano e di Roma, alle quali lo Statuto vigente riserva 30 dei 52 seggi del Consiglio Rabbinico, che dura in carica 4 anni ed elegge il Presidente, a tutti gli effetti rappresentante dell'Unione.

## Rabbini capo per nazione

### Argentina
Ashkenazita
- Shlomo Ben Hamu[6]

Sefardita
- Yosef Chehebar[7]

### Austria
- Akiva Eisenberg
- Paul Chaim Eisenberg

### Bulgaria
- Gabriel Almosnino — (1880-1885)
- Presiado Bakish — (1885-1889)
- Shimon Dankowitz — (1889-1891)
- Moshe Tadjer — (1891-1893)
- Mordechai Gruenwald — (1893-1895)
- Presiado Bakish — (1895-1898)
- Moshe Tadje — (1898-1900)
- Mordekhay Ehrenpreiss — (1900-1914)
- M. Hezkeya Shabetay Davidov — (1914-1918)
- David Pipano — (1920-1925)
- Asher Hannanel — (1945-1949)

### Cile
- Angel Kreiman Brill – (1980-1998)
- Gad Mansour – (1998-1999)
- Roberto Feldman – (1999- )

### Cina
Nota: Vedi il rabbino capo della città di Hong Kong.

### Cipro
- Arie Zeev Raskin — (2005- ) rappresentante di Chabad-Lubavitch

### Cuba
- Meyer Rosenbaum – (1948-1956)[8]
- Shmuel Szteinhendler — attuale rabbino capo di Cuba e direttore regionale per Masorti nell'America Latina.[9][10][11]

### Danimarca[12]
- Abraham Salomon — (1687-1700)
- Israel Ber — (1700-1728)
- Marcus David — (1729-1739)
- Hirsch Samuel Levy  — (1741-1775)
- Gedalia Levin — (1778-1793)
- Abraham Gedalia — (1793-1827)
- Abraham Wolff — (1828-1891)
- David Simonsen — (1892-1902, 1919-1920)
- Tobias Lewenstein — (1903-1910)
- Max (Moses) Friediger — (1920-1947)
- Marcus Melchior — (1947-1969)
- Bent Melchior — (1970-1996)
- Bent Lexner — (1996-)

### Egitto
- Chaim Nahum — (1909-1960)
- Haim Douek[13] — (1960-1972)

### Estonia
- Michael Alony — (1995-1996)
- Shmuel Kot — (2000- )

### Finlandia
- Michael Alony — (1995-1996)

### Francia
- Jacob Kaplan — (1955-1981)
- René Samuel Sirat — (1981-1987)
- Joseph Sitruk — (1987-2008)
- Gilles Bernheim- (2009- )[14]

### Guatemala
- Meir Rosenbaum[15]

### Iran
- Yedidiah Shofet – (1908-1980)
- Uriel Davidi – (1980-1994)
- Yousef Hamadani Cohen — (1994- )

### Irlanda
- Yitzhak HaLevi Herzog — (1921-1937)
- Immanuel Jakobovits — (1949-1958)
- Isaac Cohen — (1959-1979)
- David Rosen — (1979-1984)
- Ephraim Mirvis – (1984-1992)
- Gavin Broder — (1996-2000)
- Yaakov Pearlman — (2001– )

### Israele
Nota: Durante il mandato britannico in Palestina, i britannici riconobbero il rabbino capo della comunità  sefardita ed istituirono la figura del Rabbino Capo Askenazita. Tali uffici continuarono dopo l'istituzione dello Stato d'Israele. Il gruppo del giudaismo Haredi (come Edah HaChareidis) fa riferimento al Tribunale Rabbinico askenazita precedente al mandato britannico. In tema di matrimoni e divorzi la Eda Charedis collabora con il Rabbinato Centrale statale, ma in tema di conversioni e certificazioni kasher sono mantiene una linea di assoluta autonomia rivendicando la sua maggiore antichità rispetto al rabbinato askenazita statale. È da notare che sotto le attuali leggi israeliane, il posto di rabbino capo esiste solo in quattro città (Gerusalemme, Tel Aviv, Haifa e Beer Sheba). In altre città può esservi un rabbino principale a cui si rivolgono altri rabbini della città, ma tale posto non è da considerarsi un rabbinato guida. Molti rabbini capo d'Israele sono stati precedentemente rabbini capo di città israeliane.
Ashkenazita
- Yitzhak HaLevi Herzog — (1948-1959)
- Isser Yehuda Unterman — (1964-1973)
- Shlomo Goren — (1973-1983)
- Avraham Shapira — (1983-1993)
- Yisrael Meir Lau — (1993-2003)
- Yona Metzger — (2003- 2013)
- David Lau — (2013- )

Sefardita
- Benzion Uziel — (1948-1954)
- Yitzhak Nissim — (1955-1973)
- Ovadia Yosef — (1973-1983)
- Mordechai Eliyahu — (1983-1993)
- Eliyahu Bakshi-Doron — (1993-2003)
- Shlomo Amar — (2003– )

Rabbinato militare
- Shlomo Goren (1948-1968)
- Mordechai Peron (1968-1977)
- Gad Navon (1977-2000)
- Israel Weiss (2000-2006)
- Avichai Rontzki (2006- )

#### Mandato diPalestina
Ashkenazita
- Meir Auerbach[16] – (1860-1871)[17]
- Samuel Salant – (1871-?)[18]
- Abraham Isaac Kook — (1921-1935)
- Yitzhak HaLevi Herzog — (1936-1948)

Sefardita
- Jacob Meir — (1921-1939)
- Benzion Uziel — (1939-1948)

### Italia

#### Bologna
- Alberto Sermoneta -

#### Firenze
- Fernando Astro

#### Ferrara
- Luciano Caro -

#### Genova
- Giuseppe Momigliano -

#### Milano
- Prospero Moisè Ariani (–1892)[19][20]
- Alessandro da Fano (1892–1935)[21][22]
- Gustavo Bonaventura Castelbolognesi (1935–1943)[23]
- Ermanno Friedenthal (1945–1970)[24]
- Roberto Bonfil (1962–1968)[25][26]
- Avraham David Schaumann (1968–1970)[27][28]
- Elia Kopciowski (1970–1980)[29]
- Giuseppe Laras (1980–2005)[30][31]
- Rav Alfonso Arbib (2005–)[32]

#### Napoli
- Shalom Bahbout -

#### Padova
- Katzenelnbogen (Maram miPadova)
- Shmuel Viterbo
- Adolfo Locci -

#### Roma
- Davide Prato - (1937-1938)[33]
- Israel Anton Zoller (poi battezzato Eugenio Pio Zolli nella Chiesa Cattolica) - (1939-1945)[34]
- Davide Prato - (1945-1951)
- Elio Toaff - (1951-2001)
- Riccardo Di Segni - (2001)

#### Torino
- Eliahu Birnbaum -
- Ariel Di Porto -

#### Venezia
- Elio Toaff
- Menachem Emanuele Artom
- Roberto Della Rocca
- Elia Enrico Richetti
- Ghil Binyamin -
- Shalom Bahbout -
- Roberto Della Rocca
- Alberto Sermoneta

#### Catania
- Gilberto Ventura

### Libano
- Rabbi Danon — (1908-1909)
- Jacob Maslaton — (1910-1921)
- Salomon Tagger — (1921-1923)
- Shabtai Bahbout — (1924-1950)
- Benzion Lichtman — (1932-1959)
- Jacob Attiyeh — (1949-1966)
- Chaoud Chreim — (1960-1978)

### Marocco
- Mardo Chee Bengio[35]
- Rabbi Mikail Encaoua
- Chalom Messas – (1961-1978)

### Messico
- Shlomo Tawil

### Norvegia
- Michael Melchior (1980-)

### Paesi Bassi
- Elieser Berlinger (1960–1985)
- Binyomin Jacobs (1985- )

### Polonia
- Ber Percowicz — (1945-1961)
- Uszer Zibes — (1961-1966)
- Zew Wawa Morejno — (1966-1973)
- Pinchas Menachem Joskowicz — (1988-1999)
- Michael Schudrich — (2004– )

### Regno UnitoeCommonwealth
- Judah Loeb Cohen — (1696-1700)
- Aaron the Scribe of Dublin — (1700-1704)
- Aaron Hart — (1704-1756)
- Hart Lyon — (1758-1764)
- David Tevele Schiff — (1765-1791)
- Solomon Hirschell — (1802-1842)
- Nathan Marcus Adler — (1845-1891)
- Hermann Adler — (1891-1911)
- Joseph Herman Hertz — (1913-1946)
- Sir Israel Brodie — (1948-1965)
- Lord Jakobovits — (1966-1991)
- Sir Lord Sacks — (1991-2013)
- Ephraim Mirvis (2013- )

### Russia
- Adolf Shayevich — (1983[36]-2000)
- Berel Lazar — (2000- ) rappresentante Chabad-Lubavitch

### Serbia
- Isak Asiel

### Singapore
- Mordechai Abergel

### Stati Uniti
Nota: Un rabbinato capo non s'è mai realmente sviluppato negli USA per diverse ragioni. Mentre gli ebrei s'insediavano fin dal XVI secolo in quelli che sono oggi gli Stati Uniti d'America, nelle regioni desertiche del sud-ovest e, dal 1654, a New Amsterdam, i rabbini non compaiono negli Stati Uniti fino a metà del XIX secolo. Questa assenza di rabbini, oltre al mancato riconoscimento da parte dello Stato coloniale prima, e federale poi, d'una particolare setta dell'ebraismo come ufficiale (e.g. A. Ottolengui vs. G.V. Ancker) in effetti condusse a una forma di congregazionalismo fra gli ebrei statunitensi. Ciò non bloccò gli altri dal tentare di creare un giudaismo americano unificato, e infatti alcuni rabbini capo furono creati in alcune città statunitensi, malgrado mancasse un riconoscimento universale tra le comunità ebraiche che agivano nelle città.

### Sudafrica
- Louis Rabinowitz — (1945-1961)
- Bernard M. Casper
- Cyril Harris – (1987-2004)
- Warren Goldstein — (2005- )

### Thailandia
- Yosef Kantor

### Transilvania
Nota: Il rabbino capo di Transilvania (fino al 1918) è stato di norma il rabbino della città di Alba Iulia.
- Joseph Reis Auerbach — (?-1750)
- Shalom Selig ben Saul Cohen — (1754-1757)
- Johanan ben Isaac — (1758-1760)
- Benjamin Ze'eb Wolf di Cracovia — (1764-1777)
- Moses ben Samuel Levi Margaliot — (1778-1817)
- Menahem ben Joshua Mendel — (1818-23)
- Ezekiel Paneth — (1823-1843)
- Abraham Friedmann — (?-1879), l'ultimo rabbino capo di Transilvania.

### Tunisia
- Chaim Madar — (1984-2004)

### Turchia
Nota: Vedi anche Hakham Bashi.
- Eli Capsali — (1452-1454)
- Moses Capsali — (1454-1497)
- Elijah Mizrachi — (1497-1526)
- Mordechai Komitano — (1526-1542)
- Tam ben Yahya — (1542-1543)
- Eli Rozanes ha - Levi — (1543)
- Eli ben Hayim — (1543-1602)
- Yehiel Bashan — (1602-1625)
- Joseph Mitrani — (1625-1639)
- Yomtov Benyaes — (1639-1642)
- Yomtov Hananiah Benyakar — (1642-1677)
- Chaim Kamhi — (1677-1715)
- Judah Benrey — (1715-1717)
- Samuel Levi — (1717-1720)
- Abraham Rozanes — (1720-1745)
- Solomon Hayim Alfandari — (1745-1762)
- Meir Ishaki — (1762-1780)
- Eli Palombo — (1780-1800)
- Chaim Jacob Benyakar — (1800-1835)
- Abraham Levi Pasha — (1835-1839)
- Samuel Hayim — (1839-1841)
- Moiz Fresko — (1841-1854)
- Yacob Avigdor — (1854-1870)
- Yakir Geron — (1870-1872)
- Moses Levi — (1872-1909)
- Chaim Nahum Effendi — (1909-1920)
- Shabbetai Levi — (1920-1922)
- Isaac Ariel — (1922-1926)
- Haim Bejerano — (1926-1931)
- Haim Isaac Saki — (1931-1940)
- Rafael David Saban — (1940-1960)
- David Asseo — (1961-2002)
- Ishak Haleva — (2003- )

### Ucraina
- Yaakov Dov Bleich – (1992- )[38]
- Alex Dukhovny[39]
- Azriel Haikin – (2003- )[40]
- Moshe Reuven Azman - (2005- ) - rabbino di Chabad, eletto in particolare da leader secolari e non da autorità rabbiniche

### Uganda
- Gershom Sizomu (attuale) (vedi: Abayudaya)

### Ungheria
Nota: La lista non è in ordine temporale.
- Meir Eisenstadt noto come Panim Me'iros (1708-)[41]
- Alexander ben Menahem
- Phinehas Auerbach
- Jacob Eliezer Braunschweig
- Hirsch Semnitz
- Simon Jolles — (1717-?)
- Samson Wertheimer — (1658-1724) (anche di Eisenstadt e Moravia)
- Issachar Berush Eskeles — (1725-1753)[42]
- Joseph Hirsch Weiss[43]
- Samuel Kohn
- Ferenc Hevesi
- Moshe Kunitzer — (1828-1837)[44]
- Alfréd Schöner
- Koppel Reich
- Chaim Yehuda Deutsch
- József Schweitzer

### Uruguay
- Nechemia Berman (1970-1993)

### Venezuela
Ashkenazita
- Pynchas Brener

Sefardita
- Isaac Cohen